# Stick pusher
Lo Stick pusher, spingi barra è un dispositivo oleodinamico (o servo meccanico) che spinge in avanti il comando dell'equilibratore quando l'angolo di attacco raggiunge predeterminati valori.